# Gustaf de Laval
Gustaf de Laval (9. května 1845, Orsa - 2. února 1913, Stockholm) byl švédský vynálezce a průmyslník původním vzděláním inženýr, který později získal i titul doktor filosofie (Ph.D.).
V roce 1878 vynalezl odstředivku, kromě ní a dojicího stroje je mezi jeho nejznámějšími vynálezy parní turbína. Během svého života získal Gustaf de Laval 92 švédských patentů a založil 37 společností.
Oo roku 1886 byl Laval členem Královské švédské akademie věd.

## Externí odkazy

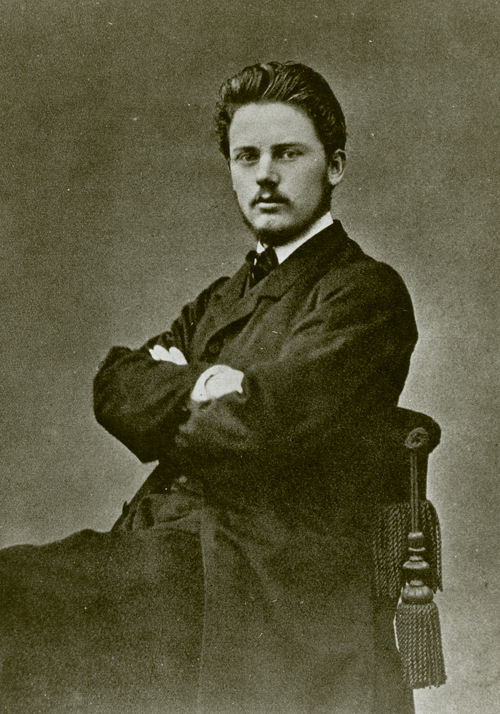
Gustaf de Laval v roce 1875